# Grand Est
Grand Est (francuski za Veliki Istok) je francuska pokrajina koja se nalazi na sjeveroistoku Francuske i koja je nastala spajanjem starih pokrajina Elzas, Lorraine i Champagne-Ardenne. Na području koje pokriva 57 441 km2 u 2016. godini živjelo je 5 559 051 stanovnika. Područje se proteže od doline rijeke Rajne (s departmanima Bas-Rhin, Haut-Rhin, Meurthe-et-Moselle, Moselle i istokom departmana Vosges sve do pariškog bazena (s departmanima Ardennes i Marne) s rjeđe naseljenim gorskim pojasom koji odvaja ova dva ravničarska područja (s departmanima Haute-Marne, Aube i Meuse).
Najveći grad pokrajine je Strasbourg koji je ujedno i sjedište pokrajine.
Pokrajina pokriva područja tradicionalno-povijesnih pokrajina Elzas, Lorraine i Champagne koje su se nalazile na susretu romansko-latinskih te germanskih utjecaja. Stoga i područje Alsace-Moselle (koje okuplja departmane Bas-Rhin, Haut-Rhin i Moselle od 1919. godine ima svoje lokalno pravo koje u mnogim područjima zamjenjuje opće francusko pravo. Ovo područje, jer je kolijevka francuske himne Marseljeze, imalo je simboličan utjecaj na razvoj francuskog identiteta u vremenu Treće Francuske Republike zbog nastojanja da se ovo područje povrati u francuske ruke nakon poraza pred Prusima. Mjesna kulturna tradicija obilježena je slavljem svetkovine svetog Nikola, likovima uskrsnog zeca te brojnim i poznatim božićnim sajmovima.
Pokrajina je također snažno obilježena industrijskom prisutnošću. Budući da se radi o graničnoj pokrajini (pokrajina graniči s Belgijom, Luksemburgom, Njemačkom i Švicarskom), posebno je otvorena međunarodnoj trgovini. Istok pokrajine dio je Rajnskog megapolisa, gusto naseljene, ekonomski razvijene i iznimno dobro prometno povezane aglomeracije gradova uz rijeku Rajnu koja sve od Bečkog kongresa iz 1815. ima status međunarodne rijeke. Riječne luke u gradovima Strasbourg, Mulhouse, Metz i Nancy pospješuju izravan prijenos roba sve do luka Rotterdam i Antwerpen. Na jugu pokrajina nalazi se Europska zračna luka Basel-Mulhouse-Freiburg koja je jedna od rijetkih zračnih luka u svijetu na kojoj zajednički djeluju dvije zemlje, Francuska i Švicarska.
Stvaranje ove pokrajine teritorijalno-upravnom reformom kojja je stupila na snagu 1. siječnja 2016. prouzročila je mnoga protivljenja, posebice u pokrajini Elzas gdje postoje ideje i pokreti s ciljem stvaranja posebne elzaske pokrajine.

## Toponimija
██ Champagne
██ Lorraine
██ Alsace
██ Barrois
██ Trois-Evêchés
U trenutku stvaranja pokrajine u 2016. godini, pokrajini je dodijeljeno privremeno ime Alsace-Champagne-Ardenne-Lorraine nastalo spajanjem imena starih pokrajina iz kojih je stvorena. Novo ime Grand Est (Velik Istok) prihvaćeno je 28. rujna 2016. godine na prijedlog Pokrajinskog vijeća. Ime ostaje i dalje tek administrativno jer nije vezano uz nikakav zajednički identitet. Stanovnici pokrajine se i dalje nazivaju imenima starih tradicionalnih pokrajina.